# Spiranthes magnicamporum
Spiranthes magnicamporum là một loài thực vật có hoa trong họ Lan. Loài này được Sheviak miêu tả khoa học đầu tiên năm 1973.

## Hình ảnh

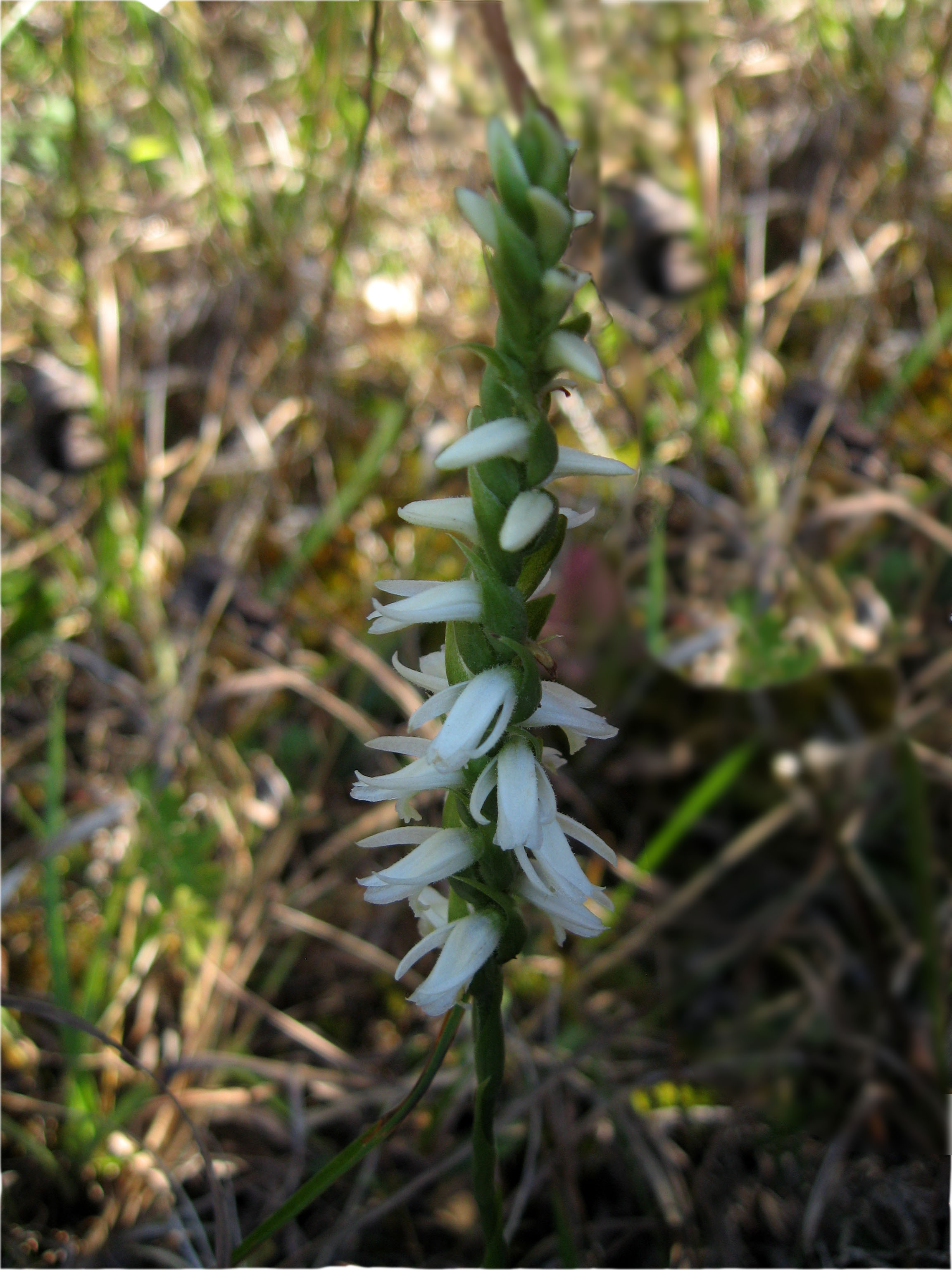